# 萩道路

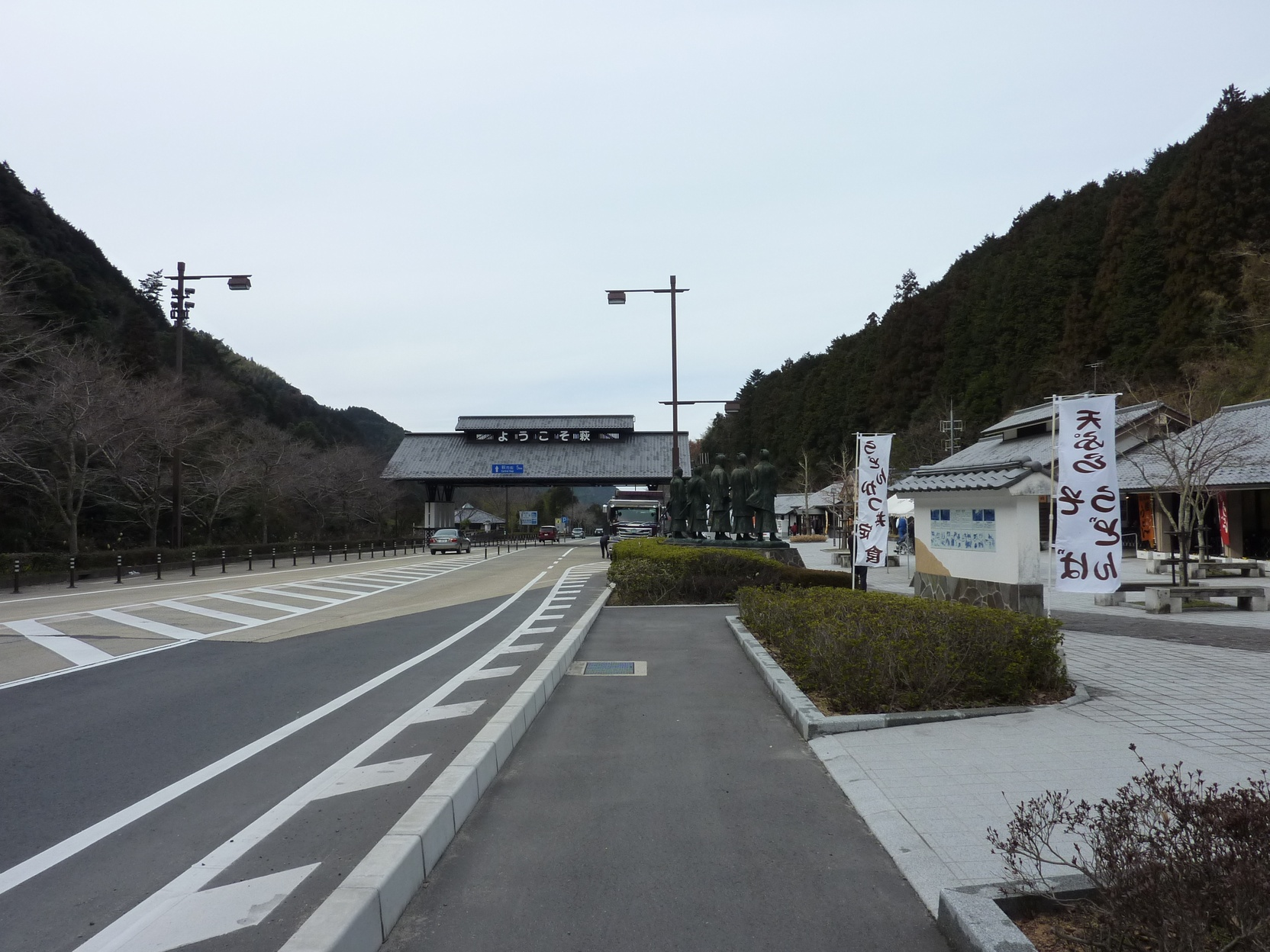
かつての料金所付近。右側は道の駅萩往還

萩道路（はぎどうろ）は、山口県萩市（旧・旭村）明木から萩市椿に至る道路である。山口県道32号萩秋芳線の一部となっている。
有料道路時代は萩有料道路（はぎゆうりょうどうろ）とも呼ばれていた（道路案内板等の表記は基本的に『萩有料道路』である）。

## 概要

### 路線データ
- 起点 : 山口県萩市明木（国道262号交点）
- 終点 : 山口県萩市椿（国道262号交点）
- 道路規格 : 第3種2級
- 設計速度 : 60 km/h
- 路線延長 : 1.1 km
- 車道幅員 : 3.25 m × 2
- 車線数 : 2車線
- 総事業費 : 35億円
- 事業主体 : 山口県道路公社

## 歴史
- 1989年（平成元年）9月 - 着工。
- 1992年（平成4年）3月27日 - 供用開始。
- 2010年（平成22年）3月20日 - 無料化。

## 路線状況
萩市椿から萩市明木の間を旧街道である萩往還に沿って2本のトンネルでほぼ直線に貫いており、阿武川沿いに蛇行する国道262号をショートカットしているため、比較的交通量は多い。
有料道路時代は道の駅萩往還公園（現・道の駅萩往還）に挟まれるように無人収受による本線料金所が設けられており、通行の際には通行料（普通自動車で150円）を自動精算機の投入口に投げ込まなければならなかった。
建設時の償還期間は30年とされており、当初は2022年3月に無料開放予定とされていたが、おいでませ!山口国体の開催などを見据えて山口県が繰り上げ償還を行うことを決定し、2010年（平成22年）3月20日に無料開放された。未償還見込額約12億円のうち1割を萩市が、残り9割を山口県が負担する予定。
山口県道路公社による営業は2010年2月16日で終了し、翌2月17日から3月19日までは無料化に伴う料金所の撤去等の工事に伴い全面通行止めとなっていた。

### 道路施設
- 道の駅萩往還

## 地理

### 通過する自治体
- 山口県
  - 萩市

### 交差する道路
- 国道262号